# Vranje (Servië)
Vranje (Servisch: Врање) is een stad gelegen in het district Pčinja in Centraal-Servië. In 2005 telde de stad 56.199 inwoners.

## Plaatsen in de gemeente
| - Aleksandrovac - Babina Poljana - Barbarušince - Barelić - Beli Breg - Bojin Del - Bresnica - Bujkovac - Buljesovce - Buštranje - Viševce - Vlase - Vranje - Vranjska Banja - Vrtogoš - Golemo Selo - Gornja Otulja - Gornje Žapsko - Gornje Punoševce - Gornje Trebešinje - Gornji Neradovac | - Gradnja - Gumerište - Davidovac - Dobrejance - Donja Otulja - Donje Žapsko - Donje Punoševce - Donje Trebešinje - Donji Neradovac - Dragobužde - Drenovac - Dubnica - Duga Luka - Dulan - Dupeljevo - Zlatokop - Izumno - Katun - Klašnjice - Klisurica - Kopanjane | - Korbevac - Korbul - Koćura - Kriva Feja - Kruševa Glava - Kumarevo - Kupinince - Lalince - Leva Reka - Lepčince - Lipovac - Lukovo - Margance - Mečkovac - Mijakovce - Mijovce - Milanovo - Milivojce - Moštanica - Nastavce - Nesvrta | - Nova Brezovica - Oblička Sena - Ostra Glava - Pavlovac - Panevlje - Pljačkovica - Prvonek - Prevalac - Preobraženje - Ranutovac - Rataje - Ribnice - Ristovac - Roždace - Rusce - Sebevranje - Sikirje - Slivnica - Smiljević - Soderce - Srednji Del | - Stance - Stara Brezovica - Stari Glog - Strešak - Stropsko - Struganica - Studena - Suvi Dol - Surdul - Tesovište - Tibužde - Toplac - Trstena - Tumba - Ćukovac - Ćurkovica - Urmanica - Uševce - Crni Vrh - Crni Lug - Čestelin |

## Geboren
- Josip Kuže (1952-2013), Kroatisch voetballer en voetbalcoach
- Danilo Dončić (1969-2024), Servisch voetballer en voetbalcoach